# Gregor Rihar

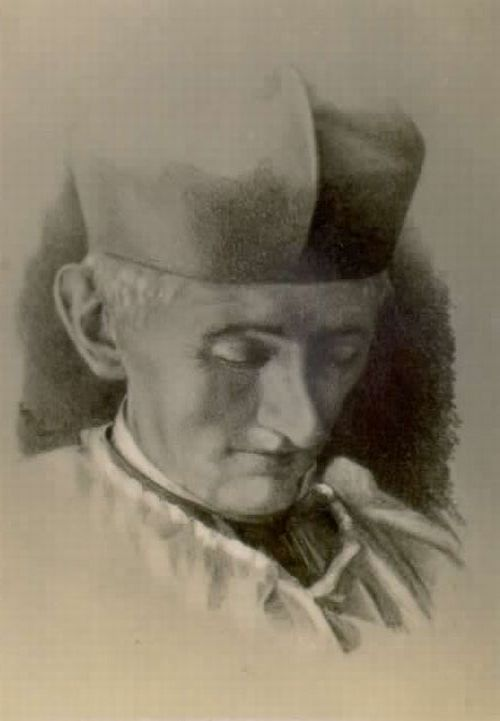
Gregor Rihar (spätestens 1863)

Gregor Rihar (* 1. März 1796 in Polhov Gradec; † 24. September 1863 in Ljubljana) war ein
slowenischer Komponist.
Rihar war Schüler von Anton Höller (ca. 1760–1826), als dessen Nachfolger als Organist und Regens chori am Dom von Ljubljana er bis zu seinem Tode wirkte. Er galt als hervorragender Organist und Orgelimprovisator.
Er wurde vor allem als Komponist kirchenmusikalischer Werke (Messen, Lamentationen, Hymnen) bekannt. Außerdem veröffentlichte er mehrere Sammlungen von Volksmelodien und einen Kranz vierstimmiger Volkslieder.

## Werke
- Viže za svete pesmi perve bukvice, 1844
- Viže za svete pesmi druge bukvice, 1845
- Napevi za svete pesmi, 1850
- 24 posameznih pol svetih pesmi, 1854–64
- Napevi svetih pesmi od sv. obhajila in Matere božje
- Maša (Messe), 1855
- Hymni et Antiphonae pro festo Ss. Corporis Christi, 1857
- Maša, 1865
- Velika maša, 1868